# Grum (ботнет)
Grum — ботнет, был сделан для рассылки спама (чаще всего рекламы аптек), в 2011 году, возможно, использовался и для распространения вредоносного ПО. Распространялся по электронной почте. Был обнаружен, как минимум, в феврале 2008 года. Серверы ботнета расположены в России, Нидерландах, Панаме, позже появились на Украине, при этом голландские и украинские серверы являлись «вторичными». Величина этого ботнета составляла от 560 тыс. до 840 тыс. устройств, из них около 120—136 тыс. активно рассылали спам.
В 2009 году ботнет рассылал около 39,9 млрд спам-сообщений в день (около 23 % всего спама в Интернете на тот момент), незадолго до своего отключения в 2012 году это число снизилось до 18 млрд (17—18 % на тот момент), что делало его третьим крупнейшим ботнетом после Cutwail и Lethic, незадолго до этого он был первым и ему принадлежало уже 33,3 %

## Отключение ботнета
Отключением ботнета занимались компании FireEye и Spamhaus, а также эксперты в данной области из других компаний, таких как SpamHaus. В 2012 году у ботнета имелось по серверу в России и Панаме, а также два в Нидерландах. 16 июля был атакован и отключён голландский сервер, 17 июля отключился сервер в Панаме. После этого было создано сразу 6 серверов в Украине. В ночь на 18 июля удалось отключить все 7 серверов в Украине и России. После этих действий количество привязанных к ботнету и активно рассылающих спам устройств сократилось с 120 тыс. до около 20 тыс.